# Ismail Ghaani
Ismail Ghaani (también Esmail Qaani, en persa: اسماعیل قاآنی‎; Mashhad, 8 de agosto de 1957) es un militar iraní. Mayor general de los Cuerpos de la Guardia Revolucionaria Islámica (CGRI) y comandante de la Fuerza Quds, división responsable de operaciones extraterritoriales y clandestinas, sustituyó en el mando a Qasem Soleimani, asesinado en enero de 2020 por Estados Unidos en Irak. 

## Carrera militar
Ghaani fue nombrado comandante adjunto de la Fuerza Quds en 1997 por el comandante en jefe de los Cuerpos de la Guardia Revolucionaria Islámica (CGRI), Rahim Safavi, y puesto a las órdenes directas de Qasem Soleimani, comandante de la Fuerza Quds. Como diputado, Ghaani supervisó los desembolsos financieros a los grupos paramilitares, incluyendo los de Hezbolá y un cargamento de armas destinado a Gambia interceptado en Nigeria en octubre de 2010. El 27 de marzo de 2012, Estados Unidos agregó el nombre de Ghaani a la lista de personas bloqueadas (SDN, en inglés) del Departamento del Tesoro (Oficina de Control de Activos Extranjeros, OFAC en inglés), con la consiguiente congelación de sus activos y la prohibición de transacciones con entidades estadounidenses.
El líder supremo de Irán Alí Jamenei nombró a Ghaani comandante de la Fuerza Quds el 3 de enero de 2020 después de que el general Qasem Soleimani fuera asesinado por un dron en el ataque aéreo en el Aeropuerto Internacional de Bagdad.

## Intento de asesinato
El 13 de junio de 2025, The New York Times, sin proporcionar fuentes, informó que Esmail Qaani había muerto en ataques aéreos israelíes llevados a cabo durante las primeras etapas de la guerra entre Irán e Israel de 2025.
Este no es el primer caso de informes no verificados sobre la muerte de Qaani. En octubre de 2024, tras un ataque aéreo israelí en Beirut que mató a Hashem Safiedín, un alto funcionario de Hezbolá, surgieron especulaciones en los medios regionales que sugerían que Qaani también había muerto o resultado herido, aunque no se proporcionó confirmación oficial. Informes posteriores sugirieron que las autoridades iraníes habían interrogado a Qaani sobre fallas de seguridad tras la muerte de Safieddine.
El 24 de junio de 2025, un video en las redes sociales mostró a Qaani participando en una manifestación pública en Teherán, desmintiendo así los informes sobre su muerte y confirmando que seguía activo en la vida pública a partir de esa fecha.